# Piophilosoma antipodum
Piophilosoma antipodum är en tvåvingeart som först beskrevs av Osten Sacken 1881.  Piophilosoma antipodum ingår i släktet Piophilosoma och familjen ostflugor. Inga underarter finns listade i Catalogue of Life.